# نجوم العلوم (مخطوطة)

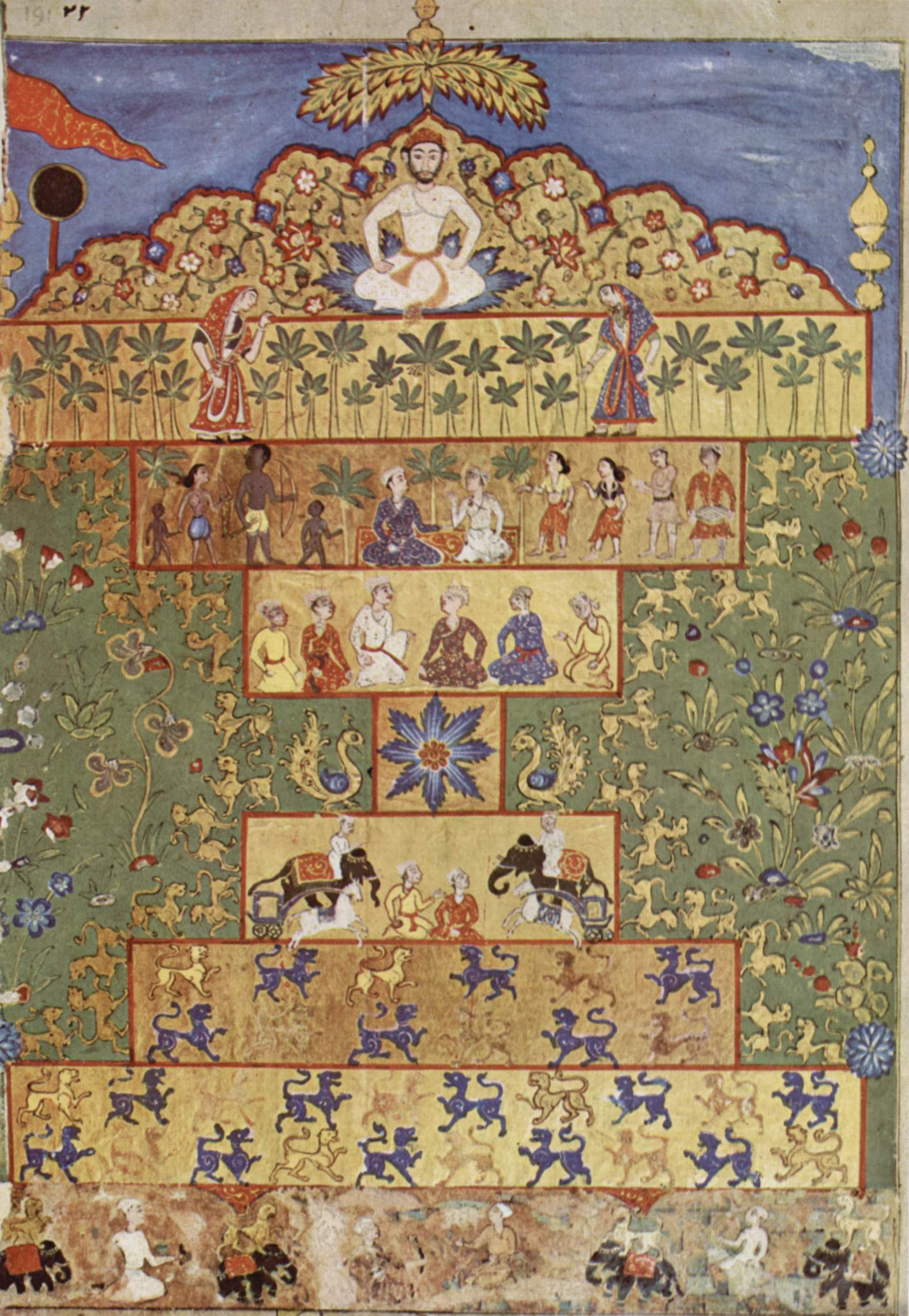
منمنمة كبيرة بشكل غير عادي من المخطوطة في دبلن

نجوم العلوم (ق. 1570 م)، هي مخطوطة كُلف بها في عهد حكام عادل شاهي المسلمين في بيجابور، بالهند . وُصفَت المخطوطة بأنها موسوعة مصورة عن علم التنجيم الهندي [الإنجليزية] القديم والسحر النجمي. يتكون الكتاب من 876 منمنمة (لوحة مصغرة) وحوالي 400 لوحة لملائكة مختلفة، وكواكب، وعلامات، ودرجات، وتعويذات صوفية، وتعاويذ سحرية، وآلهات هندوسية، وجداول فلكية، وأبراج، وحيوانات، وأسلحة. تُعد هذه من أقدم الأمثلة على أسلوب الرسم في ديكان.

## التاريخ
أُنجزت هذه المخطوطة في 17 أغسطس/آب 1570، في بيجابور، خلال عهد علي عادل شاه الأول. وتُعتبر دليلًا أو موسوعةً مُصوّرةً في علم التنجيم والسحر النجمي. يشير التاريخ المطبوع وأسلوب الرسم إلى أن العمل كُلف إما من السلطان بيجابور علي عادل شاه (1557-1579) أو من أحد أعضاء بلاطه. وتتعزز هذه الفرضية بطول المجلد، ونوعية وكمية المنمنمات الموجودة فيه، والاستخدام المكثف للذهب في المخطوطة، وعدد الرسامين العاملين - وهي كلها عوامل تشير إلى وجود راعي ملكي.
في الواقع، تذهب إيما فلات في مقالها الأخير عن نجوم العلوم إلى أبعد من ذلك، فتنسب، من الأدلة الداخلية، التأليف إلى علي عادل شاه نفسه "أو على الأقل إلى ما يعادل كاتب شبح مشهور في القرن السادس عشر". :235
يكتب المؤلف والأستاذ الدكتور أو. بي. باراميسواران أن هذه المدرسة في بيجابور كانت تحت رعاية عادل شاه الأول (1558-1580) وخليفته إبراهيم الثاني (1580-1627)، وكلاهما كانا راعيين للفن والأدب، بينما كان الأخير خبيرًا في الموسيقى الهندية ومؤلف كتاب حول هذا الموضوع، نورس نامه. كان لحكام بيجابور علاقات ودية مع تركيا وبلاد فارس، ومن المحتمل أن تكون الرسوم التوضيحية الفلكية في كتاب نجوم العلوم مستمدة من مخطوطة تركية عثمانية، مثل أعمال فضولي.

## الوصف
إن وصف المخطوطة في مكتبة تشيستر بيتي ينص على أن كتاب "نجوم العلوم" هو عبارة عن مجموعة من المعتقدات الدينية الإسلامية التي تداخلَت مع الثقافة الهندية التي تتعامل بشكل أساسي مع علم التنجيم والسحر. تحتوي المخطوطة، بحسب كيفية إحصائها، على ما بين أربعمائة إلى ما يقرب من ثمانمائة صورة توضيحية. تتضمن الصفحات المضمنة هنا الأبراج الشمالية أندروميدا (مصورة كامرأة) والحصان، والشمس في عربة، وعلامة برج الأسد مع النكشاترات (منازل القمر) والدرجات المصاحبة لها، والمُشتري مصورًا كملك مسن في موكب، والحاكم العالمي (تشاكرافاتين [الإنجليزية]) على عرشه المكون من سبعة طوابق. النسخة الأخرى الوحيدة المعروفة من هذا النص أُنتجَت أيضًا في بيجابور، بعد حوالي مائة عام، وهي موجودة أيضًا في مكتبة تشيستر بيتي.

## روابط خارجية
- جولة افتراضية
- مراجعة كتاب
- الفن الهندي